# Sylviane Telliez
Sylviane "Sylvie" Telliez est une athlète française, née le 30 octobre 1942 à Épinay-sur-Seine, licenciée au Racing club de France. Elle domina le sprint français durant la première moitié des années 1970.

## Palmarès
- Record du monde du 300 m en 1968 et 1969, en 37 s puis 36 s 5 (derniers chronos manuels)
- Record de France du 100 m durant 8 ans, à 3 reprises dont 1972 en 11 s 01
- Record de France du 200 m en 1972, puis 1973 en 23 s 08
- Record d'Europe du 50 m en salle en 1968, en 6 s 24
- Record de France du 50 m en salle en 1972, en 6 s 31
- Record de France du 60 m en salle en 1974, en 7 s 27

- Championne d'Europe en salle du 50 m en 1968 (à Madrid)
- Championne d'Europe au relais 1 + 2 + 3 + 4 tours en 1970
- Championne d'Europe en salle au relais 4 × 200 m en 1969
- Médaille d'or du 100 m aux Jeux méditerranéens en 1967
- Vice-championne d'Europe en salle du 60 m en 1969, 1970 et 1971
- Championne de France du 100 m sans discontinuer de 1968 à 1975, soit 8 titres
- Championne de France du 200 m en 1967, 1969, 1970, 1971,1972, 1973, soit 6 titres
- Championne de France du 60 m en salle en 1972, 1973, 1975 et 1976

- Médaille de bronze du championnat d'Europe en salle sur 60 m en 1972 et 1973

## Autre
- 1983 : Participation au rallye Dakar en tant que copilote de Nicole Dacquay sur Datsun Patrol[1],[2].

### Records
| Épreuve    | Performance | Lieu              | Date         |
| ---------- | ----------- | ----------------- | ------------ |
| 100 mètres | 11 s 32     | Villeneuve-d'Ascq | 26 juin 1976 |
| 200 mètres | 23 s 08     | Prague            | 26 août 1973 |